# Henning Schöttke

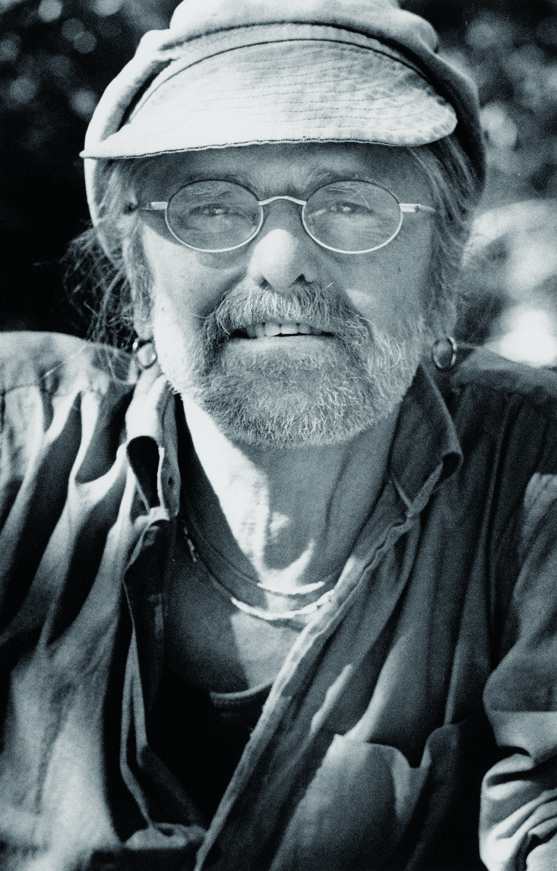
Henning Schöttke 2013

Henning Schöttke (* 11. November 1952 in Hamburg) ist ein deutscher Comiczeichner, Autor und Illustrator.

## Leben
Schon als Jugendlicher zeichnete er Comics, wollte ursprünglich aber Musiker werden. Während seines Lehramtsstudiums (Mathematik und Musik) zeichnete er Werbezettel für den Copyshop, in dem er jobbte, und wurde dadurch als Comiczeichner seiner ersten Serie in der Zeitschrift Segeln vermittelt.
Zusammen mit seinem Bruder eröffnete Schöttke 1981 die nach einem walisischen Ort benannte Kieler Szenekneipe Llanfairpwllgwyngyllgogerychwyrndrobwllllantysiliogogogoch und nutzte sie für Comicausstellungen. So kam er in Kontakt mit dem Kieler Semmel Verlag. Dort veröffentlichte er sein erstes Comic Latona. Kurz darauf erfand er die Katzenserie Flohbus, die in vielen Szenezeitungen erschien. Nach Abdrucken in der taz wurde der Rowohlt Verlag aufmerksam und veröffentlichte 1986 die Katzencomics als Buch. Flohbus wurde zum Namenspaten für unzählige Katzen und sogar für eine Figur der Lindenstraße.
1989 schuf Schöttke die Figuren Motte & Lazy, deren Comics regelmäßig in den Lehrbüchern der Nachhilfeorganisation Studienkreis erscheinen. In diesem und anderen Verlagen illustrierte er seither weit über 100 Schulbücher. Bereits 1997, in den Anfangszeiten des Internets, startete er das Satireweb Imho.de, hier erschien 1999 sein Boris Becker Comic „Bin ich Drin?“, eine Satire auf einen AOL-Werbespot. Der Comic wurde zu einem der ersten großen Junket-Mails und verbreitete sich innerhalb von drei Tagen bis in den letzten Winkel Deutschlands.
Seit 2002 ist Henning Schöttke auch literarisch tätig. Er schrieb die Drehbücher für mehrere Kurzfilme, die auf Video-Festivals mit Preisen ausgezeichnet wurden. Zum Jahr der Mathematik veröffentlichte er in einer Anthologie des Stories & Friends Verlages mathematische Kurzgeschichten. Seit 2011 schreibt Schöttke an einer Heptalogie über die Sieben Todsünden, von der bisher fünf Romane erschienen sind.

## Werke (Auswahl)
- Latona, Comic, Semmel-Verlach, 1983
- Flohbus, Comic, Rowohlt, 1986
- Gulas Menü, Roman, Stories & Friends Verlag, 2011
- Acedias Traum, Roman, Stories & Friends Verlag, 2013
- Luxurias Glück, Roman, Stories & Friends Verlag, 2015
- Superbias Lied, Roman, Stories & Friends Verlag, 2017
- Invidias Gesetze, Roman, Stories & Friends Verlag, 2019
- Kieler Bagaluten, Roman (zusammen mit Cornelia Leymann), Emons Verlag, 2020
- Wenn dich jemand sieht, Shortstories, dco-Verlag, 2024